# Средний Таканыш
 Средний Таканыш — деревня в Мамадышском районе Татарстана. Входит в состав Нижнетаканышского сельского поселения.

## География
Находится в северной части Татарстана на расстоянии приблизительно 32 км на северо-запад по прямой от районного центра города Мамадыш у речки Уча.

## История
Основана во второй половине XVIII века как Средний Ошлан. В начале XX века имелись мечеть и мектеб. Нынешнее название с 1930-х годов.
В «Списке населенных мест по сведениям 1859 года», изданном в 1866 году, населённый пункт упомянут как казённая деревня Средний Ошлан (Таканыш) 2-го стана Мамадышского уезда Казанской губернии. Располагалась при речке Шие, по правую сторону Кукморского торгового тракта, в 39 верстах от уездного города Мамадыша и в 13 верстах от становой квартиры в казённой деревне Ахманова (Ишкеево). В деревне, в 31 дворе жили 187 человек (87 мужчин и 100 женщин), была мечеть.

## Население
Постоянных жителей было: в 1859—184, в 1897—351, в 1908—426, в 1920—310, в 1926—283, в 1949—199, в 1958—156, в 1970—138, в 1979—156, в 1989—125, в 2002 году 108 (татары 100 %), в 2010 году 97.